# Чемпионство WWE среди Див
Эта статья об упразднённом Чемпионате WWE среди Див. О других женских чемпионатах в WWE см. Женские чемпионаты WWE
Чемпионство WWE среди Див (англ. WWE Divas Championship) упразднённый женский чемпионский титул. Был одним из двух титулов федерации c 2008 до 2010 годы, наряду с Чемпионатом WWE среди женщин, после упразднения последнего стал единственный женским чемпионством в WWE. Слово «дива» в названии титула обозначает женщин-рестлеров в WWE.
Чемпионский титул был учреждён в 2008 году WWE в результате деления брендов WWE, когда генеральный менеджер SmackDown Викки Герреро решила создать у себя чемпионский титул, аналогичный титулу Raw чемпиона WWE среди женщин. Первой обладательницей этого титула стала Мишель Маккул, завоевавшая его 20 июля 2008 года на шоу The Great American Bash (2008). На драфте WWE 2009 года чемпион див Марис была переведена на бренд Raw и забрала пояс вместе с собой. 9 сентября 2010 года Маккул одержала победу над Мелиной и объединила титул чемпиона WWE среди женщин и титул чемпиона див. Первоначально объединённый титул носил название Объединённый чемпион Див, однако позже, слово «объединённый» было убрано из названия.
На Рестлмании 32 было объявлено, что титул чемпионки див будет упразднён, а его место займёт титул чемпиона WWE среди женщин. Был проведён матч «тройная угроза» между последней чемпионкой Шарлотт и двумя претендентками Бекки Линч и Сашей Бэнкс.

## История создания
[[Файл:Michelle-McCool-GAB.jpg|left|thumb|200px|

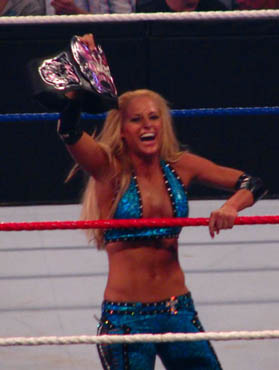
Center|Первая чемпионка,
Мишель Маккул

С первым разделением бренда WWE в 2002 году после которого WWE разбила рестлеров по разным телевизионным программам чемпионат WWE среди женщин первоначально должен был защищаться на обоих брендах. Однако в какой-то момент в том же году он стал эксклюзивным для бренда Raw. После этого только «Дивы» бренда Raw могли сражаться за титул, в то время как «Дивы» бренда SmackDown не могли побороться за эксклюзивный женский чемпионат. Однако, в нескольких случаях, это правило удавалось обойти Мелине, Эшли Массаро, Торри Уилсон, и Нидии с бренда SmackDown удалось побороться за титул, но ни одно не удалось его завоевать.
В конечном итоге WWE создали чемпионат WWE среди Див который представили 6 июня 2008 года на эпизоде SmackDown, когда тогдашний генеральный менеджер SmackDown Викки Герреро объявила о создании титула. 6 июня и 4 июля в квалификациях на SmackDown, Наталья и Мишель Маккул выиграли свой матчи против соперниц (Марис, Виктории, Келли Келли, Черри и Лейлы), за претенденство на титул чемпионки WWE среди Див. На The Great American Bash (2008) Маккул победил Наталью и стала первой чемпионкой.
30 августа на эпизоде Raw было объявлено, что чемпионат Див будет объединен с женским чемпионатом в матче с «дровосеками» на Night of Champions (2010). После этого титул (стал называться объединённое чемпионство WWE среди див) и стал доступным для обоих брендов WWE. Чемпион мог появляться на обоих шоу, а после очередного драфта в 2011 году чемпионат стал единым.
В августе 2014 года чемпионский пояс Див получил незначительные изменения, наряду со всеми другими ранее существовавшими чемпионскими поясами в WWE, Обновленный дизайн пояса c логотипом WWE вместо scratch поначалу использовался только на WWE Network.
На pre-show Рестлмании 32 член Зала славы Лита объявили, что запланированный матч с «тройной угрозой» за Чемпионство Див между Шарлотт, Бекки Линч и Сашей Бэнкс состоится уже за новое женское чемпионство WWE (Чемпионат будет иметь такое же название что и ранее упразднённый, но история титула будет начата заного). Таким образом чемпионат Див будет был упразднён, а все женщины-рестлеры станут суперзвездами WWE наряду с рестлерами мужчинами.

## Турнир чемпионата

### Таблица турнира за титулЧемпионка WWE среди Див
4 января 2010 года WWE сделали титул вакантным после того, как чемпионка Див Мелина получила травму. Турнир стартовал через две недели на Raw. 22 февраля на очередном эпизоде Raw Марис победила Гейл Ким и выиграла вакантный чемпионат, что сделало ее первой кто завоевал титул дважды.

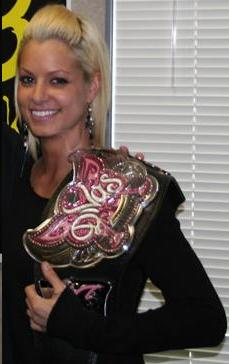
Center|Марис победила в турнире и завоевала вакантный титул

[[Файл:Maryse champion cropped.jpg|right|thumb|200px|
|  | Первый райнд Raw                  | Первый райнд Raw | Первый райнд Raw     |                  |             | Полуфиналы Raw       | Полуфиналы Raw   | Полуфиналы Raw |  |  | Финал Raw 22 февраля 2010 года | Финал Raw 22 февраля 2010 года | Финал Raw 22 февраля 2010 года | Финал Raw 22 февраля 2010 года | Финал Raw 22 февраля 2010 года |
|  |                                   |                  |                      |                  |             |                      |                  |                |  |  |                                |                                |                                |                                |                                |
|  | Флаг Канады                       | Марис            | Проходит в полуфинал |                  |             |                      |                  |                |  |  |                                |                                |                                |                                |                                |
|  | Флаг США                          | Бри Белла        | Удержание            |                  |             |                      |                  |                |  |  |                                |                                |                                |                                |                                |
|  | Флаг США                          | Бри Белла        | Удержание            |                  | Флаг Канады | Марис                | Проходит в финал |                |  |  |                                |                                |                                |                                |                                |
|  |                                   |                  |                      |                  | Флаг Канады | Марис                | Проходит в финал |                |  |  |                                |                                |                                |                                |                                |
|  |                                   | Флаг США         | Ив Торрес            | Удержание        |             |                      |                  |                |  |  |                                |                                |                                |                                |                                |
|  | Флаг США                          | Флаг США         | Ив Торрес            | Удержание        | Ив Торрес   | Проходит в полуфинал |                  |                |  |  |                                |                                |                                |                                |                                |
|  | Флаг США                          |                  |                      |                  | Ив Торрес   | Проходит в полуфинал |                  |                |  |  |                                |                                |                                |                                |                                |
|  | Флаг Англии · Флаг Великобритании | Кэти Ли Берчилл  | Удержание            |                  |             |                      |                  |                |  |  |                                |                                |                                |                                |                                |
|  |                                   |                  |                      |                  |             |                      |                  |                |  |  | Флаг Канады                    | Марис                          | Чемпионка                      |                                |                                |
|  |                                   |                  | Флаг Канады          | Гейл Ким         | Удержание   |                      |                  |                |  |  |                                |                                |                                |                                |                                |
|  | Флаг США                          | Келли Келли      | Удержание            |                  |             |                      |                  |                |  |  |                                |                                |                                |                                |                                |
|  | Флаг США                          | Алисия Фокс      | Проходит в полуфинал |                  |             |                      |                  |                |  |  |                                |                                |                                |                                |                                |
|  | Флаг США                          | Алисия Фокс      | Проходит в полуфинал |                  | Флаг США    | Алисия Фокс          | Удержание        |                |  |  |                                |                                |                                |                                |                                |
|  |                                   |                  |                      |                  | Флаг США    | Алисия Фокс          | Удержание        |                |  |  |                                |                                |                                |                                |                                |
|  |                                   | Флаг Канады      | Гейл Ким             | Проходит в финал |             |                      |                  |                |  |  |                                |                                |                                |                                |                                |
|  | Флаг Канады                       | Флаг Канады      | Гейл Ким             | Проходит в финал | Гейл Ким    | Проходит в полуфинал |                  |                |  |  |                                |                                |                                |                                |                                |
|  | Флаг Канады                       |                  |                      |                  | Гейл Ким    | Проходит в полуфинал |                  |                |  |  |                                |                                |                                |                                |                                |
|  | Флаг США                          | Джиллиан Холл    | Удержание            |                  |             |                      |                  |                |  |  |                                |                                |                                |                                |                                |

- Финал турнира первоначально был запланирован на Elimination Chamber (2010)[37], но генеральный менеджер SmackDown[4] Викки Герреро[5] объявила, что она меняет матчи и ставит матч команд Interbrand Divas, Марис[10] и Гейл Ким[36] против с LayCool[англ.] (Мишель Маккул[8] и Лейлы[29]). В итоге финал турнира состоялся на следующий вечер на Raw[6].

## История титула

### История чемпионата на брендах
| Дата перехода         | Бренд     | Примечания |
| --------------------- | --------- | --- |
| 6 июня 2008 года      | SmackDown | Чемпионат создан для бренда SmackDown |
| 13 апреля 2009 года   | Raw       | Чемпионка WWE среди Див Марис была отобрана на Raw, а чемпионка WWE среди женщин Мелина — на SmackDown |
| 19 сентября 2010 года | N/A       | На шоу Night of Champions (2010), Маккул объединила Чемпионат WWE среди Див с чемпионатом WWE среди женщин. Женский Чемпионат был упразднён, а Чемпионат Див какое то время носил название Объединённый чемпионат WWE среди Див. Титул от ныне защищается на любом бренде |
| 29 августа 2011 года  | N/A       | Конец первого разделения на бренды. Чемпионат Див был упразднён и заменен новым Чемпионатом WWE среди женщин в апреле 2016 года |

## Статистика

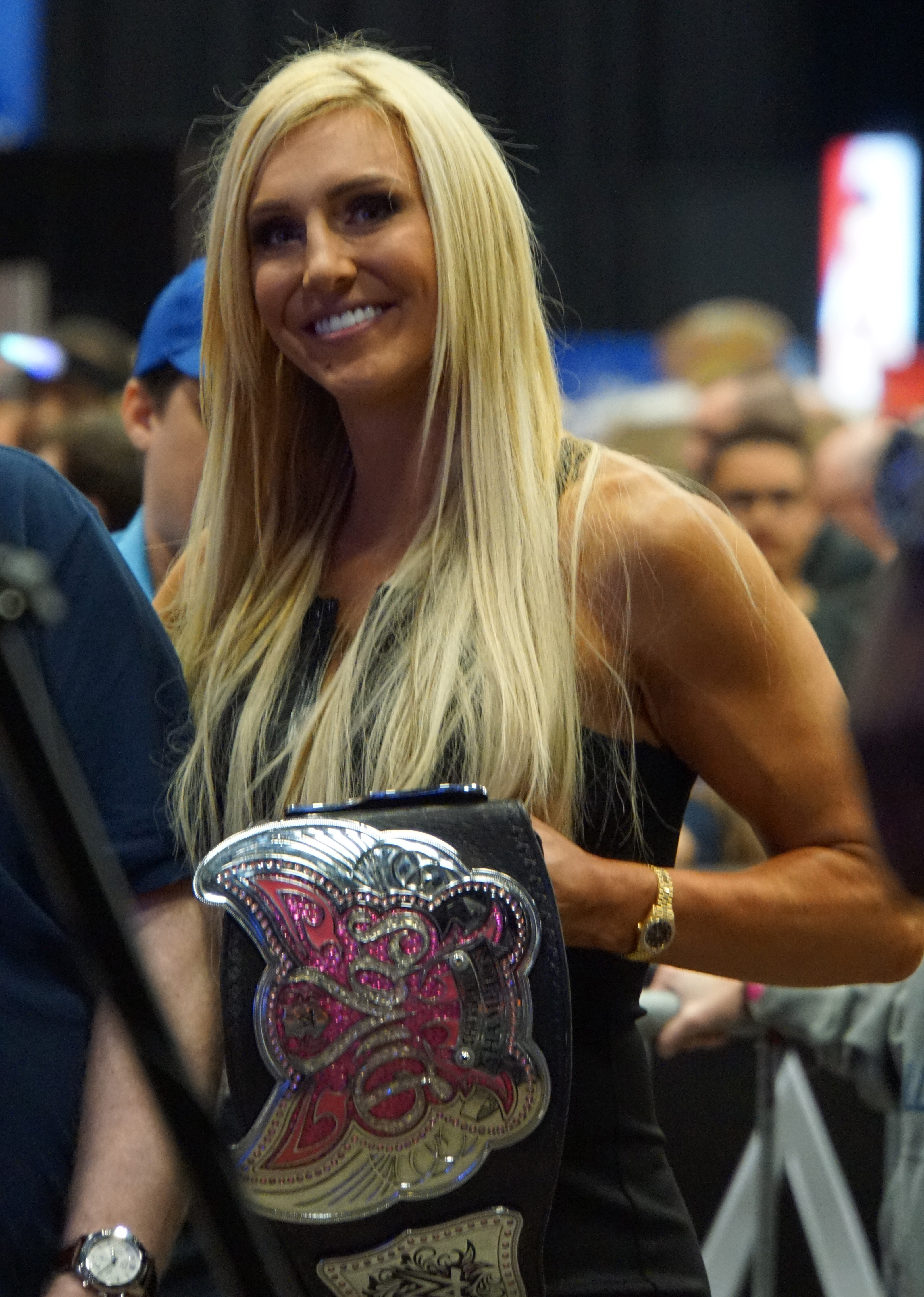
Center|Последняя чемпионка,
Шарлотт

[[Файл:WrestleMania 32 Axxess 2016-03-31 20-20-18 ILCE-6000 DSC04218 (26933143076).jpg|right|thumb|200px|
| Рекорд                             | Обладатель             | Значение | Примечания |
| ---------------------------------- | ---------------------- | -------- | --- |
| Наибольшее количество тайтл-рейнов | Эй Джей Ли и Ив Торрес | 3 раза   | За время существования чемпионата, две чемпионки были 3-ы коронованы.                                                                                           |
| Самое длительное чемпионство       | Никки Белла            | 301 день | Её первое чемпионство продолжительностью 6 дней проиграла Бри Белла, когда они незаметно подменились.                                                           |
| Самое короткое чемпионство         | Джиллиан Холл          | 5 минут  | Чемпионство Джиллиан Холл продлилось всего 4 минуты 31 секунду.                                                                                                 |
| Самый возрастной чемпион           | Лейла                  | 34 года  | Удержала Бри Беллу, которая во время матча поменялась с Никки местами.                                                                                          |
| Самый молодой чемпион              | Пэйдж                  | 21 год   | Вышла поздравить Эй Джей Ли с победой и получила матч за чемпионство. Стала чемпионом в своём дебютном матче. Одновременно является чемпионом NXT среди женщин. |
| Самый тяжёлый чемпион              | Бет Финикс             | 68 кг    | Выиграла на Hell in a Cell (2011). В углу у Бет была Наталья, а у Келли Келли Ив Торрес. Проиграла чемпионство Никки в матче с «лесорубами».                    |
| Самый лёгкий чемпион               | Келли Келли            | 49 кг    | Бой прошёл во время специального выпуска Raw — «Власть народа», когда оппонент Бри Беллы был выбран путём проведения голосования среди болельщиков.             |

## Действующий чемпион
В настоящее время чемпионство упразднено

### Комментарии
1. ↑  Такое название было весьма недолгим. Позже слово объединённое убрали и чемпионат стал носить прежнее название Чемпионат WWE среди Див